# Els contes d'en Dunk i l'Egg
Els contes d'en Dunk i l'Egg són relats relativament curts de novel·la de cavalleries èpica de l'autor George R. R. Martin. L'acció es desenvolupa als Set Regnes, uns 90 anys abans del desenvolupament de la història de Cançó de Gel i Foc, poc després de la revolta d'en Focobscur i durant els regnats de Daeron, Maekar, Aerys I Targaryen i els temps de Lord Corb de Sang.
Actualment hi ha tres contes i hi ha la previsió que l'autor en faci més.

## Descripció dels personatges

### Ser Duncan l'Alt
També anomenat Dunk el totxo. És un cavaller errant molt alt i fort, però no gaire intel·ligent. Va néixer al Cau de Puces sense conèixer els seus pares. Ser Arlan Cavaller de la Moneda el va recollir i el va convertir en el seu escuder ensenyant-li les arts de la cavalleria que en Dunk segueix força estrictament, encarnant el model típic de cavaller errant.

### Egg
És un nen de 9 anys aproximadament. Porta el cap rapat i té els ulls de color violeta fosc. És força entremaliat i insolent.

## Resum dels contes

### El cavaller errant
Ser Arlan ha mort degut a la seva vellesa i al fred, vent i pluja des últims dies. Just Abans de morir ser Arlan arma cavaller en Dunk. Després d'enterrar-lo en Dunk es queda la seva espasa, armadura i muntura i s'atura en una fonda. Fora es troba un mosso de quadra maleducat i li ordena que s'encarregui dels cavalls. A dins la fonda es troba un home borratxo, que quan es desperta li diu que ha somiat amb ell. Després de menjar va a buscar els cavalls i es troba el nen que li demana que se l'emporti amb ell però en Dunk s'hi nega i marxa cap al torneig de Gual Cendrós.
Quan arriba al poble planta el seu campament allunyat de les grans tendes dels cavallers nobles i se’n va a la fira. Quan torna al campament es troba el nen i decideix quedar-se’l. En Dunk té problemes per apuntar-se al torneig però finalment ho aconsegueix. Al tercer dia, quan està parlant amb un cavaller que havia conegut, apareix l'Egg corrents i l'avisa de què hi ha una baralla. El príncep Aerion està pegant unes titellaires dorneses. En Dunk tira a terra el príncep sense pensar-s'ho, i llavors els guàrdies se li tiren al damunt. El príncep diu queli obrin la panxa, però llavors arriba l'Egg i fa que s'aturin.
En Dunk serà condemnat a un judici per combat a set, finalment els que s'enfronten són nobles d'alt rang. Amb en Dunk lluiten el príncep Belor Targaryen, un Baratheon i altres cavallers. Amb els acusadors lluiten els prínceps Daeron, Maekar i Aerion Targaryen, tres germans de la Guàrdia Reial i un altre cavaller.
Contra pronòstic en Dunk guanya el torneig quedant innocent. Però en la batalla el príncep Baelor, hereu al tron, mor accidentalment per un cop del seu germà al cap. El príncep Maekar li ofereix que serveixi a la seva casa com a guàrdia però en Dunk s'hi nega i se’n va amb l'Egg a fer de cavaller errant, partint en direcció a Dorne.

### L'espasa lleial
En Dunk i l'Egg retornen cap a la torre d'un petit senyor de les terres del Domini, ser Eustace Osgrey. Quan s'adonen que el riu Jaquel està sec, en Dunk puja riu amunt i veu que la casa Webber de la Vidua Roja ha construït una presa i els roba l'aigua. Ser Bennis, fa un tall a la galta d'un home, fet que provoca la ira de la casa Webber.
Tot i que en Dunk és enviat a parlamentar, la Vidua Roja, lady Rohanne Webber, una noia jove, pèl roja amb una llarga trena i atractiva, de la que es diu que va matar els seus 4 marits, se sent ofesa i vol sang. Degut això es prepara una batalla, la casa Webber potent, contra un exèrcit de pagesos de la casa Osgrey, amb el vell ser Eustace al capdavant. Els seus fills van morir a la rebel·lió d'en Focobscur i la seva casa va quedar empobrida perquè va lluitar amb el bàndol perdedor. La batalla té lloc al mig de la presa però abans de començar en Dunk demana parlar amb lady Rohanne en privat. En Dunk es talla al mateix lloc on havia estat ferit el guerrer de la casa Webber, la noia no queda impressionada, però se celebra un judici per combat, que acaba guanyant en Dunk que queda inconscient.
Quan es desperta coneix que ser Eustace i lady Rohanne han resolt les seves diferències i s'han casat, anant a viure al castell de lady Rohanne, Fosafreda. Li ofereixen a en Dunk quedar-se al castell però ell ho rebutja, com també el cavall que li ofereix lady Rohanne. Abans de marxar en Dunk accepta les disculpes de la noia, li talla la trena i li fa un petó. Finalment en Dunk i l'Egg marxen en direcció al Mur.

### El cavaller misteriós
Viatjant cap al Nord, a prop d'un llac es troben un grup de cavallers errant que van cap al torneig que celebra el senyor de la casa Butterwell pel seu casament. El premi del torneig és un ou de drac. En Dunk i l'Egg s'hi uneixen. Durant el banquet del casament, en Dunk surt a pixar i sent una conversació misteriosa sobre traïció a la corona.
L'endemà, durant el torneig, en Dunk és ferit greument al cap i eliminat, fet que provoca que perdi l'espasa, l'armadura i el cavall en benefici del seu oponent.
L'Egg desapareix. Llavors algú roba l'ou de drac i els esdeveniments es precipiten. Es produeix un judici per combat que perd Daemon Focobscur, en Dunk es baralla per rescatar l'Egg, ja que el noi havia revelat la seva identitat i Lord Corb de Sang arriba amb un exèrcit per esclafar el que es coneixerà amb el nom de la segona revolta de Focobscur.